# 伊瀬勝良
伊瀬勝良（いせ かつら、8月25日 - ）は、日本の小説家。

## 来歴
大阪府出身。
2006年3月から9月までweb漫画小説投稿サイト「新都社」にて伊瀬カツラ名義で代表作『オナニーマスター黒沢』を執筆する。後の2007年にYOKO(後の横田卓馬)によって第四十工房で漫画版の連載が行われ人気を得た。

## 作品
- オナニーマスター黒沢
- すべての人類を破壊する。それらは再生できない。
- キャッチャー・イン・ザ・トイレット！